# Il pugno dell'uomo
Il pugno dell'uomo è un romanzo di fantascienza dello scrittore italiano Davide Del Popolo Riolo, edito nel 2020 e vincitore del Premio Urania Mondadori per l'anno 2019.

## Storia editoriale
Il romanzo è stato pubblicato nel novembre del 2020 da Arnoldo Mondadori Editore, nella collana Urania, nel volume Il pugno dell'uomo, che contiene anche i racconti Il Patch di Luigi Calisi, The Body Print di Giada Cecchinelli e Un patto equo di Michela Lazzaroni, finalisti del premio Urania Short 2020, alla sua quarta edizione. Il racconto di Michela Lazzaroni è infine risultato vincitore della competizione a seguito di votazione da parte dei lettori.

## Ambientazione
Il romanzo è ambientato su un pianeta non meglio identificato, sul quale convivono quattro specie senzienti: gli uomini, i pallidi, i grigi e gli ittici.  La popolazione umana del pianeta vive prevalentemente in un agglomerato urbano-industriale denominato "la Città", fondato nel luogo dell'atterraggio leggendario dei primi esploratori umani. La Città, che sorge su nove colli, lungo il Fiume delle Rondini, è circondata da una sterminata prateria, l'Oceano Verde, nel quale vivono comunità nomadi, dette Costellazioni, composte prevalentemente da un miscuglio delle altre tre specie.
Il governo cittadino è retto dalla Sindaca, eletta tradizionalmente tra le appartenenti alla famiglia degli Anderson-Brown. L'elite cittadina è costituita dai patrizi, che detengono una grande ricchezza. Al tempo in cui è ambientata la storia, si è formata nella Città anche un'agiata borghesia, della quale fanno parte anche dei pallidi. La popolazione più povera e malfamata, a cui appartengono spesso anche gli ittici e i grigi, abita invece le Fosse, la parte dell'abitato che si sviluppa ai piedi dei colli e lungo il fiume.
Tecnologicamente, la Città si colloca nella prima rivoluzione industriale, con macchine a vapore alimentate a carbone, un sistema di ferrovie sopraelevate che mette in comunicazione gli abitati sulla sommità dei colli e un servizio di posta pneumatica. Della tecnologia che avrebbe permesso il viaggio interstellare è andata perduta la conoscenza e ne resta solo un ricordo mitico. La religione locale si fonda infatti sul mito dei viaggiatori spaziali, gli Antichi, che giunsero sul pianeta. Per questi aspetti, il romanzo viene annoverato nello steampunk.

## Trama
Le vicende del romanzo si sviluppano millenni dopo l'insediamento degli uomini sul pianeta. La trama, suddivisa in tre parti, è sviluppata seguendo il punto di vista di nove personaggi, che fungono anche da voci narranti.
Nella prima parte del romanzo viene descritta l'ascesa di Donna Alexandra (Alex) alla carica di sindaca. Mentre Alex cerca di guadagnarsi la fiducia che i vertici dello stato riponevano nella defunta nonna, in città inizia a diffondersi una malattia, denominata "febbre del terzo giorno". I pazienti che la contraggono manifestano due giorni di febbre alta, cui segue un apparente miglioramento; nonostante ciò, la morte sopraggiunge tre giorni dopo la comparsa dei primi sintomi. L'epidemia genera sconforto e malessere, che Ian Derrick, un politico comparso dal nulla, cerca di cavalcare per raggiungere il governo della Città. Non essendo note le cause della malattia, Derrick insinua che ne siano responsabili le specie non umane, e in particolare i pallidi, fomentando sentimenti razzisti nella cittadinanza. I pallidi, di per loro, sono già comunemente oggetto di forti pregiudizi, nutrendosi di sangue, anche umano. Nonostante la Sindaca Alex cerchi di preservare il clima di pacifica convivenza esistente nella Città, la sua prematura morte porta gli eventi repentinamente a precipitare.
Infatti, Donna Melinda, che le succede, nutre un certo fascino per le idee xenofobe di Derrick e del suo partito, il Pugno dell'Uomo, che sostiene il primato nella Città degli esseri umani sulle altre specie senzienti. In conseguenza di ciò, Melinda non pone alcun freno alle attività del Pugno dell'Uomo, che diventano progressivamente sempre più violente. Anzi, ne facilita l'ascesa al governo della Città, come descritto nella seconda parte del romanzo.
La terza parte si svolge vent'anni dopo le precedenti, quando il giovane Oleander, un pallido, guida la "costellazione dei Topi d'erba alta" a irrompere nella Città per interrompere il governo dispostico di Ian Derrick, che, dopo aver attuato una politica di pulizia etnica nei confronti degli abitanti non umani, ha portato la Città allo sfacelo.

## Edizioni
- Davide Del Popolo Riolo, Il pugno dell'uomo, Urania n° 1684, Milano, Arnoldo Mondadori Editore, 2020,  p. 280.